# 三銃士 (1948年の映画)
『三銃士』（さんじゅうし、The Three Musketeers）は、1948年のアメリカ合衆国の映画。アレクサンドル・デュマによる小説『三銃士』を映画化した作品。出演はジーン・ケリーなど。
第21回アカデミー賞では撮影賞にノミネートされた。また、アメリカ映画100年のヒーローと悪役ベスト100にも本作の三銃士がヒーローにノミネートされた。

## キャスト
| 役名               | 俳優                     | 日本語吹替 | 日本語吹替 |
| 役名               | 俳優                     | NET版1     | NET版2     |
| ------------------ | ------------------------ | ---------- | ---------- |
| ダルタニアン       | ジーン・ケリー           | 柳沢真一   | 柳沢真一   |
| ウィンター伯爵夫人 | ラナ・ターナー           | 津村悠子   | 瀬能礼子   |
| コンスタンス       | ジューン・アリソン       | 沢阿由美   | 鈴木弘子   |
| アトス             | ヴァン・ヘフリン         | 大木民夫   | 大木民夫   |
| ポルトス           | ギグ・ヤング             | 加藤精三   |            |
| リシリュー         | ヴィンセント・プライス   | 羽佐間道夫 |            |
| ルイ13世           | フランク・モーガン       | 千葉耕市   |            |
| アンヌ王妃         | アンジェラ・ランズベリー |            |            |

- NET版1：初回放送1966年10月29日『土曜洋画劇場』
- NET版2：初回放送1972年5月12日『2時の映画招待席』

## スタッフ
- 監督：ジョージ・シドニー
- 製作：パンドロ・S・バーマン
- 原作：アレクサンドル・デュマ
- 脚本：ロバート・アードリー
- 撮影：ロバート・プランク
- 編集：ロバート・J・カーン
- 音楽：ハーバート・ストサート